# Takasa
Takasa (förkortning för The Artists Known As Salvation Army), tidigare Heilsarmee, är en schweizisk musikgrupp som består av 6 medlemmar, varav alla är medlemmar i Frälsningsarmén. 

## Karriär

### Eurovision Song Contest 2013
Den 15 december 2012 deltog gruppen, då under namnet Heilsarmee, med låten "You and Me" i Schweiz nationella uttagning till Eurovision Song Contest 2013. De vann finalen mot 8 andra bidrag med totalt 37,54% av rösterna.
De fick därmed representera Schweiz i Eurovision Song Contest 2013 som hölls i Malmö i Sverige. De gjorde sitt framträdande i Malmö Arena i den andra semifinalen, 16 maj 2013, där de hamnade på en 13:e plats och därmed inte gick vidare till finalen. I Eurovision Song Contest gick gruppen under namnet Takasa för att inte bryta mot EBU:s regler.
Gruppen framförde "You and Me" i Maltas nationella uttagningsfinal som hölls den 2 februari 2013.

#### Kontrovers
Den 17 december 2012 gick Europeiska radio- och TV-unionen (EBU) ut med ett meddelande om gruppens val av namn samt scenkläder. Enligt tävlingens regler är det förbjudet att ha några politiska eller kommersiella budskap med i sitt framträdande, i det här fallet för Frälsningsarmén. I skrivelsen sa EBU att gruppen hade fått fram till januari 2013 på sig att presentera en lösning på problemet. Skulle gruppen inte göra några ändringar skulle de inte få framträda på ESC-scenen i Malmö.
Enligt TV-bolaget SRF var man medvetna om de problem som kunde uppstå om gruppen vann den nationella finalen. SRF kontaktade EBU innan finalen om detta och fick svaret att det inte var några problem med själva låten men att om de skulle komma att vinna uttagningen skulle man ta ett beslut om gruppens namn och uniformer. Den 24 januari 2013 släppte gruppen ett pressmeddelande där man bekräftade att man gått med på EBU:s krav, dock hade man inte gått ut med vad det nya namnet skulle bli mer än att det troligen skulle bli till ett namn på engelska.
Den 14 mars presenterades gruppens nya namn, vilket blev Takasa, ett ord som betyder ren på swahili. Gruppen har också bytt ut sina kostymer från Frälsningssoldater till vita skjortor och svarta byxor.

## Medlemmar
- Sarah Breiter – bakgrundssång
- Jonas Gygax – elgitarr
- Katharina Hauri – trumma, bakgrundssång
- Christoph Jakob – sång
- Emil Ramsauer – kontrabas, elgitarr
- Michel Sterckx – trombon

## Diskografi

### Singlar
- 2012 – "You and Me"